# Ted McLear
Theodore Joseph McLear, detto Ted (Newark, 29 giugno 1879 – aprile 1958), è stato un lottatore statunitense.
Partecipò alle gare di lotta dei pesi piuma ai Giochi olimpici di Saint Louis 1904, dove riuscì a vincere la medaglia d'argento. Dopo aver chiuso la sua carriera come lottatore, Bradshaw diventò allenatore.

## Palmarès
In carriera ha conseguito i seguenti risultati:
- Giochi olimpici

St. Louis 1904: una medaglia d'argento nella lotta libera categoria pesi piuma.